# Natalija Smirnicka
Natalija Vasiljevna Djatlova-Smirnicka (rusko Наталья Васильевна Дятлова-Смирницкая), ruska atletinja, * 8. september 1927, Vladikavkaz, Sovjetska zveza, † 2004.
Ni nastopila na poletnih olimpijskih igrah. Na evropskih prvenstvih je osvojila naslov prvakinje v metu kopja leta 1950. Dvakrat je postala sovjetska prvakinje v tej disciplini, dvakrat je tudi postavila svetovni rekord v metu kopja, ki ga je držala med letoma 1949 in 1954.